# Marceli II
Marceli II (łac. Marcellus II, właśc. Marcello Cervini degli Spannochi; ur. 6 maja 1501 w Montepulciano, zm. 1 maja 1555 w Rzymie) – papież w okresie od 9 kwietnia do 1 maja 1555.
Jedyną prawidłową formą jego imienia jest „Marceli II”. Pojawiająca się w niektórych źródłach forma „Marcelin II” jest najprawdopodobniej spowodowana błędnym utożsamianiem imion: Marceli (łac. Marcellus) i Marcelin (łac. Marcellinus), od momentu pojawienia się ich w Polsce w XI wieku.

## Życiorys

### Wczesne życie
Był synem pisarza Świętej Penitencjarii Apostolskiej. Jedna z jego sióstr była matką Roberta Bellarmina – jednego z doktorów Kościoła. Marceli odbył studia w Sienie i w Rzymie. Papież Klemens VII powierzył mu rewizję kalendarza; tłumaczył także na włoski dzieła łacińskie i greckie.
W 1539 roku został mianowany administratorem diecezji Nicastro, choć sakrę przyjął dopiero po elekcji na papieża. 10 grudnia 1539 r. został kreowany kardynałem prezbiterem Santa Croce in Gerusalemme. Cervini uchodził za człowieka uczonego i bibliofila, dzięki czemu Paweł III mianował go w 1548 prefektem Biblioteki Watykańskiej. Był także legatem na Soborze trydenckim.

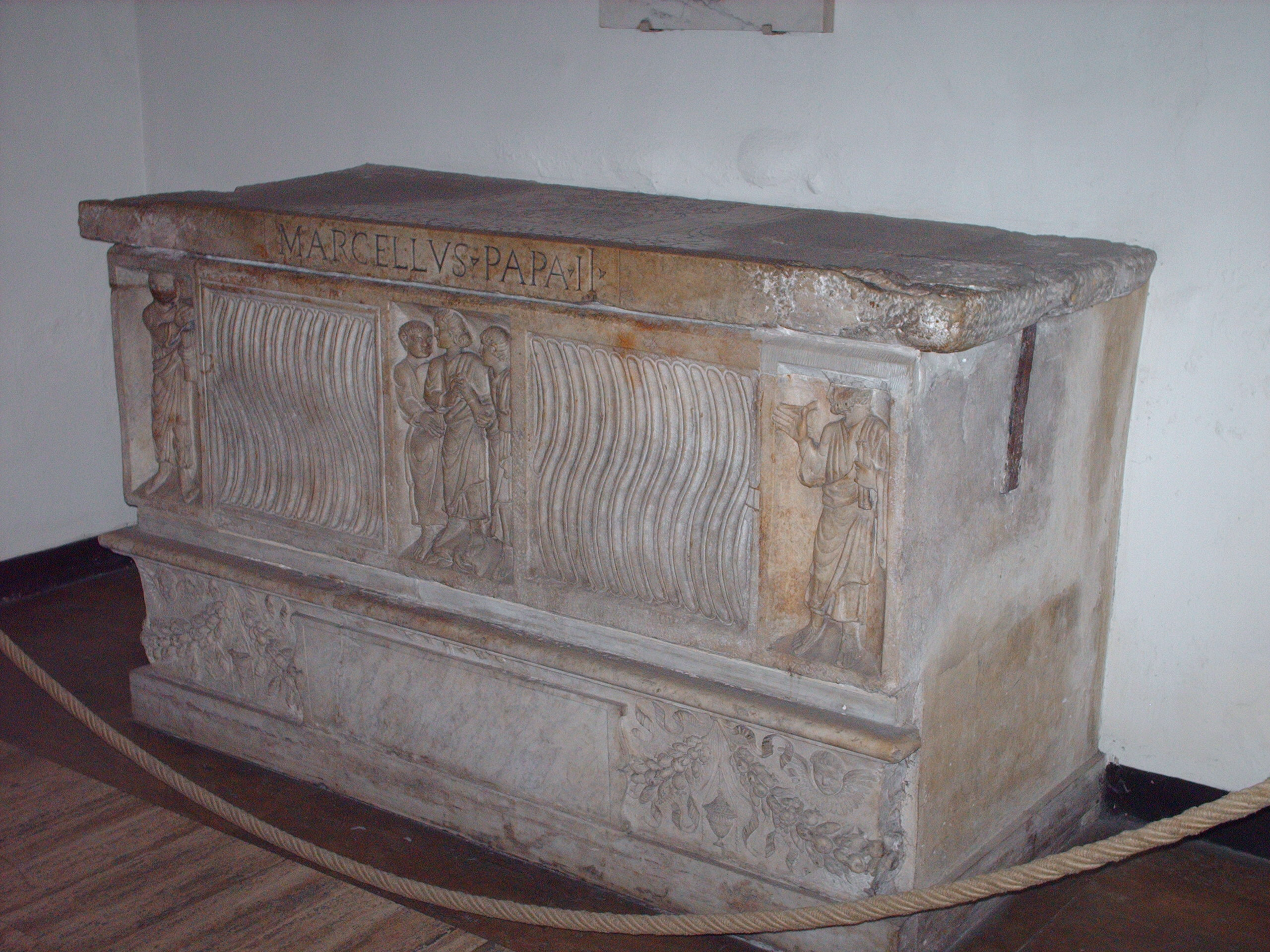
Grób Marcelego II w Grotach Watykańskich

Marceli mógł zostać papieżem już w 1550 roku, kiedy grono głosujących na konklawe było mocno podzielone. Po 26 dniach obrad skłaniano się więc do rozwiązania kompromisowego, a był nim wybór kardynała Cerviniego. Jednak ten 29 grudnia 1549 roku zachorował (miał gorączkę) i opuścił konklawe udając się do domu. Wobec tego ostatecznie wybrano Giovanniego Ciocchi del Monte, który przybrał imię Juliusza III.

### Elekcja i pontyfikat
Nie minęło pięć lat, gdy Juliusz zmarł. Zwołano nowe konklawe, na którym przebieg obrad był podobny (trwało jednak znacznie krócej). Kandydaci reprezentowali albo politykę profrancuską, albo procesarską (reformatorzy Kościoła). Po czterech dniach zadecydowano o kompromisie i wyborze neutralnego Cerviniego. Po przedstawieniu nowemu papieżowi głosów okazało się, że oprócz niego samego wszyscy wskazali go na nowego następcę św. Piotra. Cervini głosował na Giampietro Carafę. Papież elekt postanowił zachować swoje imię (jest ostatnim papieżem, który tak zrobił).
W przeciwieństwie do wielu swoich poprzedników Marceli II nie obsadził swoimi krewnymi żadnego stanowiska kościelnego. Co więcej, zabronił dzieciom swojego przyrodniego brata wizytować go w formie oficjalnych audiencji papieskich.
Zamierzał zreformować Kościół. Ostatnim jego rozporządzeniem był nakaz kontroli nad wydatkami Stolicy Apostolskiej. Nie doczekał realizacji tego zalecenia. 28 i 29 kwietnia 1555 przyjmował na audiencjach kilku kardynałów i księcia Ferrary. Wieczorem 29 kwietnia skarżył się na trudności w zaśnięciu. 1 maja zmarł w wyniku wylewu. Renesansowy kompozytor Giovanni Pierluigi da Palestrina skomponował dla Marcelego Missa Papae Marcelli.